# 17P/Голмса
Комета Голмса, офіційне позначення 17P/Голмса (17P/Holmes) — періодична комета в Сонячній системі, відкрита 6 листопада 1892 року британським астрономом-аматором Е. Голмсом. У жовтні 2007 року всього за 48 годин комета збільшила свою яскравість в 400 000 разів, внаслідок чого її видима зоряна величина змінилася з +17m до +2,5m. До теперішнього часу це найсильніший зафіксований спалах комети.
Комету було відкрито Е. Голмсом 6 листопада 1892 під час його регулярних спостережень галактики Андромеди (M31). Відкриття стало можливим завдяки спалаху, подібному до того, що мав місце у 2007 році. Внаслідок спалаху видима зоряна величина комети склала 4-5, після чого комета знизила яскравість настільки, що перестала бути видимою.
Мегавибух 2007 року 17P вважається найпотужнішою подією такого роду. Пиловий ореол комети при цьому, найімовірніше, утворився внаслідок кристалізації та вивільнення летючих речовин з внутрішнього аморфного льоду в підповерхневій порожнині; як тільки тиск у порожнині перевищив поверхневу міцність.
Відкриття комети було підтверджено Е. Маундером (Гринвіцька королівська обсерваторія, Англія), У. Моу (Англія) і Кіддом (Англія). Незалежно від Голмса комету виявили 8 листопада Т. Андерсен (Единбург, Шотландія) і 9 листопада Дж. Девідсон (Макай, Квінсленд, Австралія).
Еліптичну орбіту комети було розраховано до 17 листопада незалежно один від одного Генріхом Крейцем (Кіль, Німеччина) і Джорджем Сірлом (США). Було відкинуто припущення, що комета Голмса є втраченою кометою Бієли, яка повернулася. Нові дослідження і розрахунки дозволили уточнити дату перигелію і період обертання комети.
Комета знову спостерігалася у 1899—1900 і 1906 роках, проте потім була втрачена. У 1963 році британський астроном Брайан Марсден за допомогою комп'ютерної моделі розрахував рух комети до 1975 року. Завдяки його розрахунками 16 липня 1964 комету Голмса було перевідкрито Елізабет Ремер (Станція Флагстафф військово-морської обсерваторії США).